# Акадієвілл
Акадієвілл (англ. Acadieville) — парафія в Канаді, у провінції Нью-Брансвік, у складі графства Кент.

## Населення
За даними перепису 2016 року, парафія нараховувала 709 осіб, показавши скорочення на 4,7%, порівняно з 2011-м роком. Середня густина населення становила 2,1 осіб/км².
З офіційних мов обидвома одночасно володіли 550 жителів, тільки англійською — 50, тільки французькою — 105. Усього 5 осіб вважали рідною мовою не одну з офіційних.
Працездатне населення становило 55,1% усього населення, рівень безробіття — 21,5% (18,8% серед чоловіків та 24,2% серед жінок). 92,3% осіб були найманими працівниками, а 6,2% — самозайнятими.
Середній дохід на особу становив $30 331 (медіана $26 880), при цьому для чоловіків — $31 976, а для жінок $28 288 (медіани — $29 632 та $23 648 відповідно).
22% мешканців мали закінчену шкільну освіту, не мали закінченої шкільної освіти — 39%, 39% мали післяшкільну освіту, з яких 13% мали диплом бакалавра, або вищий.
| Статево-вікова структура населення | Статево-вікова структура населення | Статево-вікова структура населення | Статево-вікова структура населення | Статево-вікова структура населення |
| ---------------------------------- | ---------------------------------- | ---------------------------------- | ---------------------------------- | ---------------------------------- |
|                                    |                                    |                                    |                                    |                                    |
| Всього                             | Всього                             | 52,8%47,2%                         |                                    |                                    |
| 0 — 14 років                       | 0 — 14 років                       |                                    | 10,6%                              | 10,6%                              |
| 15 — 64 років                      | 15 — 64 років                      |                                    | 66%                                | 66%                                |
| 65 і більше                        | 65 і більше                        |                                    | 23,4%                              | 23,4%                              |
| 85 і більше                        | 85 і більше                        |                                    | 2,8%                               | 2,8%                               |
| Середній вік (років)               | Середній вік (років)               | 48,348,2                           | 48,2                               | 48,2                               |
| Медіана (років)                    | Медіана (років)                    | 52,852,4                           | 52,7                               | 52,7                               |
| — чоловіки — жінки                 |                                    |                                    |                                    |                                    |

| Походження мешканців:     | Походження мешканців:     | Походження мешканців: | Походження мешканців: | Походження мешканців: |
| ------------------------- | ------------------------- | --------------------- | --------------------- | --------------------- |
| Походження                |                           |                       | осіб                  | %                     |
| Корінні американці        | Корінні американці        |                       | 70                    | 9.86%                 |
| Інше північноамериканське | Інше північноамериканське |                       | 520                   | 73.24%                |
| Європейське               | Європейське               |                       | 365                   | 51.41%                |
| британське                | британське                |                       | 105                   | 14.79%                |
| французьке                | французьке                |                       | 320                   | 45.07%                |
| Азійське                  | Азійське                  |                       | 10                    | 1.41%                 |

| Зайнятість населення за галузями (за класифікацією NOC): | Зайнятість населення за галузями (за класифікацією NOC): | Зайнятість населення за галузями (за класифікацією NOC): | Зайнятість населення за галузями (за класифікацією NOC): | Зайнятість населення за галузями (за класифікацією NOC): |
| -------------------------------------------------------- | -------------------------------------------------------- | -------------------------------------------------------- | -------------------------------------------------------- | -------------------------------------------------------- |
|                                                          |                                                          |                                                          |                                                          |                                                          |
| Управління                                               | Управління                                               |                                                          | 4,7%                                                     | 4,7%                                                     |
| Бізнес, фінанси та адміністрування                       | Бізнес, фінанси та адміністрування                       |                                                          | 9,4%                                                     | 9,4%                                                     |
| Охорона здоров'я                                         | Охорона здоров'я                                         |                                                          | 6,3%                                                     | 6,3%                                                     |
| Освіта, правозахист, муніципальні та урядові служби      | Освіта, правозахист, муніципальні та урядові служби      |                                                          | 9,4%                                                     | 9,4%                                                     |
| Роздрібна торгівля та послуги                            | Роздрібна торгівля та послуги                            |                                                          | 21,9%                                                    | 21,9%                                                    |
| Гуртова торгівля, транспорт та обладнання                | Гуртова торгівля, транспорт та обладнання                |                                                          | 26,6%                                                    | 26,6%                                                    |
| Природні ресурси, сільське господарство                  | Природні ресурси, сільське господарство                  |                                                          | 6,3%                                                     | 6,3%                                                     |
| Виробництво                                              | Виробництво                                              |                                                          | 10,9%                                                    | 10,9%                                                    |

## Клімат
Середня річна температура становить 4,7°C, середня максимальна – 23°C, а середня мінімальна – -16,5°C. Середня річна кількість опадів – 1 174 мм.
| Клімат поселення                              | Клімат поселення | Клімат поселення | Клімат поселення | Клімат поселення | Клімат поселення | Клімат поселення | Клімат поселення | Клімат поселення | Клімат поселення | Клімат поселення | Клімат поселення | Клімат поселення | Клімат поселення |
| Показник                                      | Січ.             | Лют.             | Бер.             | Квіт.            | Трав.            | Черв.            | Лип.             | Серп.            | Вер.             | Жовт.            | Лист.            | Груд.            |                  |
| Середній максимум, °C                         | −3,7             | −2,53            | 2,90             | 9,01             | 15,84            | 21,49            | 23,01            | 22,12            | 17,29            | 11,34            | 5,30             | −2,34            |                  |
| Середня температура, °C                       | −10,11           | −8,93            | −3,49            | 2,62             | 9,44             | 15,09            | 18,76            | 17,88            | 13,04            | 7,10             | 1,04             | −6,58            |                  |
| Середній мінімум, °C                          | −16,5            | −15,33           | −9,88            | −3,78            | 3,04             | 8,70             | 14,50            | 13,63            | 8,80             | 2,84             | −3,2             | −10,83           |                  |
| Норма опадів, мм                              | 110              | 82               | 100              | 96               | 105              | 89               | 107              | 88               | 89               | 96               | 107              | 105              |                  |
| Середньомісячна швидкість вітру, м/с          | 3.94             | 3.88             | 4.06             | 3.94             | 3.60             | 3.17             | 2.90             | 2.80             | 3.04             | 3.44             | 3.66             | 3.90             |                  |
| Середньомісячна сонячна радіація, кДж/м²·день | 5191             | 8661             | 12457            | 15248            | 18164            | 20187            | 19897            | 17464            | 12983            | 8187             | 4855             | 3924             |                  |
| --------------------------------------------- | ---------------- | ---------------- | ---------------- | ---------------- | ---------------- | ---------------- | ---------------- | ---------------- | ---------------- | ---------------- | ---------------- | ---------------- | ---------------- |
| Джерело:                                      |                  |                  |                  |                  |                  |                  |                  |                  |                  |                  |                  |                  |                  |